# Johannesz Zsuzsa
Johannesz Zsuzsa (Tata, 1947. december 19. – 2021. április 4.) a Magyar Rádió bemondója, műsorvezető.

## Életpályája
Tatán született, 1947. december 19-én. Magyar–ének szakos tanári diplomát szerzett és a győri zeneiskolában tanított. Rádiós pályafutása Győrben indult 1971-ben. A Magyar Rádió győri körzeti stúdiójának riportere és zenei szerkesztője volt. 1976-tól Budapesten, a Magyar Rádió bemondójaként dolgozott.

„P. Debrenti Piroska a beszédtempóm felgyorsításában segített a legtöbbet, Bőzsöny Ferenctől határozottságot „kölcsönöztem”.”

A rádióbemondók munkájáról a hangszálak megóvásával, a hangkarbantartással kapcsolatosan mesélte:

„Tilos a fagylalt, nem ajánlatos a mákos- és dióstészta evés, jó elkerülni a huzatos metrót, mellőzendő a szénsavas ital, árt az éjszakázás, tehát illő idejében lepihenni, nem szabad ablakot tisztítani, nincs apelláta, a tiltás folytatható és kiterjeszthető a cigarettára is. Az utóbbi - meglehet, hasznos lenne - egyelőre nem iktatható ki, mert hiányt egyenlít ki: a nyugalmat. Ugyanis a tökéletes hangkarbantartás fő követelménye: a belső béke, a környezeti türelem. Ha valamelyik hiányzik, akkor válik fontossá a füstölnivaló.”

Híreket olvasott, és konferált a Kossuth, a Petőfi és a Bartók rádióban. Nyugdíjazása után néhány évig még az éjszakai műsor hírolvasójaként szerepelt.
A rádiós szakma titkos szavazása eredményeként 1998-ban Kovács M. Istvánnal az év bemondója lett.
2006-ban résztvevője volt a Történelmi bemondások, bemondótörténetek című műsornak, mely a Magyar Rádió Karinthy Színpadának előadásaként jött létre. A műsorban népszerű rádióbemondók (Bordi András, Bőzsöny Ferenc, Csupics Mária, P. Debrenti Piroska, Dibusz Éva, Földi Ottó, Horváth Lajos, Johannesz Zsuzsa, Kertész Zsuzsa, Korbuly Péter, Mohai Gábor, Szalóczy Pál, Szlotta Judit, Vadász Ágnes, Zahorán Adrienne) szerepeltek.

## Rádiós munkáiból
- Nyugat-Dunántúli Zenei Tükör – Johannesz Zsuzsa műsora (Győri Rádió)
- Tánczenei Koktél a hallgatók kívánságára Szerkesztő: Johannesz Zsuzsa (Győri Rádió)[5]
- Máról holnapra – éjfél után (Petőfi rádió)
- Kossuth éjszaka (Kossuth rádió)
- Ami a káprázat mögött van – Janis Joplin  (közreműködő)
- P. G. Wodehause meséli (közreműködő)

## Díjai, elismerései
- Az év bemondója (1998)